# Lagoa do Piavuçu
Lagoa do Piavuçu är en sjö i Brasilien.   Den ligger i delstaten Mato Grosso, i den centrala delen av landet, 900 km väster om huvudstaden Brasília. Lagoa do Piavuçu ligger 147 meter över havet.
Omgivningarna runt Lagoa do Piavuçu är huvudsakligen savann. Runt Lagoa do Piavuçu är det mycket glesbefolkat, med 3 invånare per kvadratkilometer.